# Milano Due
Milano Due (abreviado MI2) es un centro residencial de lujo en el municipio de Segrate, provincia de Milán, Italia. 
Situado en las proximidades de la ciudad Milán y con un área de 71,2 hectáreas, la empresa Edilnord, perteneciente a Fininvest de Silvio Berlusconi, inició los trabajos del nuevo centro residencial en 1970 completados en 1979.
Si bien administrativamente es una «frazione» (el equivalente italiano de entidad local menor) o distrito de Segrate, los servicios con los que cuenta y la distribución de las calles lo convierten en una localidad prácticamente independiente.
Considerada urbanización modelo en Italia, su diseño atiende a las necesidades de peatones y niños los puentes peatonales elevados permiten cruzar las calles con tráfico que, a menor altura, quedan parcialmente ocultas a la vista. El lago y dos parques infantiles (uno pequeño) forman también parte del complejo residencial.
La existencia de un sistema de distribución de información por cable (para evitar las antenas antiestéticas) permite el nacimiento en el 1974, gracias a Giacomo Properzj (futuro alcalde de Segrate), de una pequeña televisión por cable, Telemilanocavo. Con posterioridad, con la intervención de Silvio Berlusconi esta cadena se convirtió en Telemilano 58 (58 era el número de frecuencia de transmisión), y posteriormente Canale 5, de Fininvest. En la actualidad, Fastweb es el principal proveedor de servicios multimedia en la urbanización (teléfono, internet y telévisión) gracias a su infraestructura de fibra óptica.
Milano Due ha tomado importancia tras la publicación de 'Sales Oddity', un exhaustivo estudio desarrollado por Andrés Jaque que analiza su relevancia como ejemplo destacado de urbanismo transmediático y que recibió el Leon de Plata al Mejor Proyecto de Investigación en la 15 Bienal de Venecia.
El Hospital San Raffaele de Milán, se encuentra próximo a la entrada norte de la urbanización, y también existen algunas tiendas y actividades comerciales en el interior. Existe un supermercado Esselunga muy próximo y un par de centros comerciales de tamaño medio en un radio de 5 km. 
La proximidad a un depósito de tratamiento de residuos de AMSA, la empresa municipal de limpieza y recogida de basura en Milán, previo a la construcción de la urbanización, implica ocasionalmente problemas de tipo medioambiental, en especial olores en las residencias de la urbanización más próximas al norte. En los últimos años, la apertura de una mezquita ha sido motivo de controversia entre los residentes. Otra de las preocupaciones habituales de la comunidad son las rutas de despegue del aeropuerto de Milán-Linate, si bien las actuales han sido alejadas de la urbanización.
Milano Due es una de las urbanizaciones más cosmopolitas de Milán, con una importante presencia de expatriados comunitarios y extracomunitarios que trabajan en puestos diplomáticos en los consulados de la ciudad o en empresas multinacionales.